# Moment sile
Moment sile ili zakretni moment je vektorska fizikalna veličina koja kod rotacije tijela ima sličnu ulogu kakvu sila ima kod translacije (jednoliko ubrzano gibanje po pravcu) tijela: moment sile daje tijelu kutno ubrzanje. Po definiciji, moment sile se računa u odnosu na neku točku, pomoću vektorskog produkta:
{\displaystyle {\vec {M}}={\vec {r}}\times {\vec {F}}}
gdje je {\displaystyle {\vec {r}}} usmjerena dužina povučena od te točke do pravca na kojemu djeluje sila. (Kada se promatra njezin rotacijski učinak, vektor sile mora se postaviti na pravac koji prolazi kroz hvatište sile.) Mjerna jedinica za moment sile je njutnmetar (Nm); ona ima istu vrijednost kao i džul.
Udaljenost točke, u odnosu na koju se računa moment sile, od pravca sile zove se krak sile. Iznos momenta sile jednak je umnošku iznosa sile i toga kraka ("sila puta krak").
Kad se moment sile računa oko ishodišta Kartezijevog koordinatnog sustava, njegova skalarna komponenta duž neke koordinatne osi naziva se moment sile oko osi. To se vrlo često koristi u primjenama u kojima je tijelo postavljeno na neku čvrstu os (osovinu). Moment sile oko osi će biti nula kada pravac vektora sile siječe tu os ili kad je paralelan s njom.
Napomena:
Kod opisa rotacije koriste se i druge fizikalne veličine kojima je "moment" prva riječ u nazivu. U određenom kontekstu može se za neku od njih koristiti samo naziv moment ako je jasno o kojemu se "momentu" radi (najčešće za "moment sile" u kontekstu statike).

## Statički moment
Da odvrtimo maticu ili vijak, upotrebljavamo ključ. Što je ručica ključa dulja, manja je sila koju moramo upotrijebiti. Ako sila ne prolazi kroz središte matice ili vijka (ako postoji krak sile), ona će prouzročiti vrtnju. Djelovanje ključa ovisno je o dužini ručice ključa i o veličini sile koja djeluje na kraju ručice ključa. Središte vrtnje naziva se pol ili momentni pol, a okomiti razmak pola od pravca sile (najkraća udaljenost) zove se krak sile. Umnožak veličine sile F i njezina kraka r zove se statički moment M sile F s obzirom na pol:
{\displaystyle M=F\cdot r}
Statički moment prouzrokuje vrtnju. Obično se uzima da je pozitivan ako prouzrokuje vrtnju obrnuto od kazaljke na satu, a negativan ako prouzrokuje vrtnju u smjeru vrtnje kazaljke na satu. Kako silu mjerimo u N, a krak u metrima, to je mjerna jedinica za statički moment Nm.

## Slike
|                                                                     |                                                                                    |
| Što je ručica ključa dulja, manja je sila koju moramo upotrijebiti. | Moment ključ služi da se primijeni točno određeni moment sile na vijak ili maticu. |